# Ties Evers
Ties Evers (Gaanderen, 14 marzo 1991) è un ex calciatore olandese, di ruolo difensore.